# Christophe Taine
Pour les articles homonymes, voir Taine.
Christophe Taine est un footballeur puis entraîneur français, né le 12 décembre 1973 à Caudry. Il évolue au poste de milieu offensif, avant d'exercer comme entraîneur à partir de 2008.

## Carrière

### Joueur
Christophe Taine n'a jamais évolué dans l'élite du football français et a joué dans plusieurs équipes de divisions inférieures avant de mettre un terme à sa carrière de joueur en 2005 tout en ayant commencé sa carrière comme entraîneur en 2002.
Il dispute au total 26 matchs en deuxième division du championnat de France, 4 avec l'AS Beauvais Oise en 1993-1994, puis 22 (2 buts) avec l'Amiens SC en 1995-1996. Il dispute par ailleurs six saisons en National (ou « National 1 »), le 3e échelon du football français, entre 1993 et 2001.

## Entraîneur
En 2002 il prend en charge les moins de 18 ans du Jura Sud Foot, puis ceux d'Amiens SC de 2003 à 2005.
Il entraîne en 2008 pendant deux saisons le FC Franconville, l'Ararat Issy une saison en 2010 et l'UJA Alfortville la saison suivante. En novembre 2012, peu après la fusion de l'UJA au sein de l'UJA Maccabi Paris Métropole, il démissionne. De février à juin 2013 il est l’entraîneur de l'AS Saint-Ouen-l'Aumône, qu'il fait monter en CFA2.
En juin 2013, il s'engage avec le Paris Football Club. Alors qu'il devait évoluer en Championnat de France amateur de football, le club se voit repêcher en Championnat de France de football National à seulement quelques jours de la reprise du championnat à la suite de rétrogradations de plusieurs équipes. Pour sa première année l'équipe finit neuvième, notamment grâce à sa solidité défensive. Lors de sa seconde saison, il obtient la montée en Ligue 2 mais ne sera pas conservé.
Pour la saison 2017-2018, il rejoint le FC Bastia-Borgo . Mais, en février 2018, il quitte la Corse et le FC Bastia-Borgo pour rejoindre le FC Fleury 91, en remplacement de Bernard Bouger . Il est confirmé dans ses fonctions pour la saison 2018-2019 . Toutefois, en janvier 2019, il est limogé de son poste d’entraîneur de l'équipe première, au profit de Nicolas Dupuis. Il prend en charge la formation jusqu'à la fin de saison. 
En mai 2019, il est annoncé à Évreux pour la saison 2019-2020. En mai 2021 il s'engage avec l'AS Muret, club de National 3 domicilié en Haute Garonne, pour la saison 2021-2022.
En 2022-2023, il entraine le Football Club 93 Bobigny-Bagnolet-Gagny avec lequel il termine 3ème du groupe B de National 2.
En juillet 2023, il est nommé entraineur de l'AS Beauvais en National 2, il rejoint ainsi son club formateur.